# Hayko

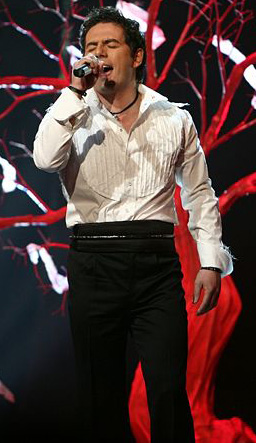
Hayko beim Eurovision Song Contest 2007

Hayko (armenisch Հայկո, Hajko, eigentlich: Հայկ Հակոբյան, Hajk Hakobjan; * 25. August 1973 in Jerewan, Armenische SSR, Sowjetunion; † 29. September 2021 ebenda) war ein armenischer Popsänger und Filmkomponist.

## Leben
Hayko Hakobjan absolvierte ein Musikstudium am staatlichen Konservatorium in Jerewan. Er veröffentlichte etwa 20 Musikvideos und nahm an einigen internationalen Musikwettbewerben teil. Bei den Armenian Music Awards wurde er mehrfach als bester Sänger ausgezeichnet. 2006 wurde ihm der Titel „Verdienter Künstler der Republik Armenien“ verliehen.
Er trat beim Eurovision Song Contest 2007 in Helsinki mit der Ballade Anytime You Need auf. Im Finale erreichte er den achten Platz mit 138 Punkten. Die nächsten Jahre wurde er überwiegend als Filmkomponist für armenische Spielfilme aktiv. 2013–2014 wirkte er bei der Castingshow The Voice of Armenia als Coach mit.
Hayko starb im September 2021 im Alter von 48 Jahren an einer COVID-19-Infektion.